# الحراش
الحراش  هي إحدى دوائر الجزائر التابعة لولاية الجزائر.

## الموقع
تقع بلدية الحراش على بعد حوالي 14 كم شرق الجزائر العاصمة وهي جزء من سهل متيجة وساحل الجزائر.
وسط مدينة الحراش يقع على بعد حوالي 2 كم من مجرى وادي الحراش الذي يقسم البلدية إلى قسمين.
| المحمدية    | المحمدية  | باش جراح |
| وادي السمار | إسم ؟     | بوروبة   |
| الكاليتوس   | الكاليتوس | براقي    |

## بلديات دائرة الحراش
بوروبة، واد السمار، باش جراح
- عدد سكان الدائرة في 2006 289,710ن
- عدد سكان البلدية في 2006 77,296ن
- الرمز البريدي 16200

## الوديان
يتضمن إقليم هذه البلدية العديد من الوديان منها:
- وادي الحراش

## الشخصيات
- مصباح حويذق
- رشيد بلعالية
- دحمان الحراشي

## أعلام
- قاي مول
- عبد الرؤوف ناطيش
- حكيم مدان
- حفيظ دراجي
- يوسف سبتي
- علي دحلاب
- نجيب غول

## مواضيع ذات صلة
- تاريخ ولاية الجزائر
- بلديات ولاية الجزائر
- دوائر ولاية الجزائر

## الروابط الخارجية
الموقع الرسمي لبلدية الحراش